# José de Araújo Rozo
José de Araújo Rozo (? - ?), foi um militar brasileiro.
Filho de João de Araújo Rozo e Dona Mariana Francisca. Foi Tenente coronel de milícias do Pará, cavaleiro professo da Ordem de Cristo além de governador da Província do Grão Pará de 2 de maio de 1824 a 28 de maio de 1825.